# Bad Luck Blackie
«Невезучий Черныш» — короткометражный комедийный мультипликационный фильм, выпущенный в 1949 году компанией Metro-Goldwyn-Mayer. Режиссёр Текс Эвери, продюсер Фред Куимби, сценарист Рич Хоган, мультипликаторы: Грант Симмонс, Уолтер Клинтон, Престон Блэйр, Луи Шмитт, композитор Скотт Брэдли.
Занимает 15 место в списке 50 величайших мультфильмов по версии историка мультипликации Джерри Бека.

## Сюжет
Мультфильм начинается со сцены, в которой грубый бульдог мучает белого котёнка. Пытаясь сбежать от своего мучителя, котёнок встречает бродячего чёрного кота, который предлагает ему решить проблему с собакой (на его визитной карточке значится: «Bad Luck Company. Paths Crossed — Guaranteed Bad Luck» — Компания «Неудача». Перешли дорогу — гарантирована неудача.) Чёрный кот демонстрирует котёнку свои возможности, перебежав дорогу приближающемуся бульдогу — тут же на голову пса падает горшок с цветком и посылает его в нокаут.
Чёрный кот вручает котёнку свисток со словами «Буду нужен — только свистни!» Далее на протяжении фильма бульдог неоднократно пытается разделаться с котёнком. Но всякий раз тот успевает подуть в свисток, тотчас дорогу бульдогу перебегает Чёрный кот и с бульдогом случается трагическое невезение (чаще всего падение на голову тяжёлого предмета вроде наковальни или сейфа).
В конце фильма бульдог окрашивает Чёрного кота в белый цвет, и эффект невезения пропадает. Но белый котёнок приходит на помощь своему спасителю, вымазавшись в чёрной краске и повторив трюк с перебеганием дороги.

## О мультфильме
В лучших работах Эйвери, таких как «Little ’Tinker», «Bad Luck Blackie», «Who Killed Who?», «King-Size Canary», сюжет буквально усыпан сногсшибательными трюками; причём остроумие их, как и самих фильмов, строится на визуальной выразительности.